# Mataso
Mataso è un'isola dell'Oceano Pacifico, appartenente alle Isole Shepherd nella provincia di Shefa, Vanuatu.
L'isola è situata 11 km a sud dell'isola di Makura. In passato era conosciuta col nome di Two Hills, in virtù della sua conformazione. L'isola è composta, infatti, da due colline rocciose unite da un istmo sabbioso. L'altezza massima è di circa 494 metri sul livello del mare (monte Tamati Téou).
Mataso è abitata da circa 100 persone che vivono nel villaggio di Na'asang (o Nasanga).